# Konrad Merz

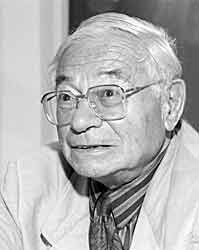
Konrad Merz während der Frankfurter Buchmesse am 30. September 1992

Konrad Merz (* 2. April 1908 in Berlin als Kurt Lehmann; † 3. Dezember 1999 in Purmerend, Niederlande) war ein deutsch-niederländischer Schriftsteller und jüdischer Emigrant.

## Leben und Werk
Aufgewachsen in einer armen jüdischen Schneiderfamilie, arbeitete Kurt Lehmann nach dem frühen Tod seines Vaters ab dem 15. Lebensjahr in einem Textilgeschäft. Auf dem Abendgymnasium holte er das Abitur nach und begann 1932 ein Jurastudium. Nachdem Juden auch von den Universitäten ausgeschlossen worden waren,  emigrierte er 1934 in die Niederlande. Er verdiente sich seinen Lebensunterhalt unter anderem als Gärtner, schrieb nebenbei jedoch auch kleinere Zeitungsartikel.
In Nordholland nahm er den Namen Konrad Merz an.
Sein Tagebuchroman Ein Mensch fällt aus Deutschland erschien 1936 beim Exilverlag Querido in Amsterdam. Menno ter Braak machte ihn in den Niederlanden bekannt. Mithilfe niederländischer Freunde konnte Merz sich bis Kriegsende versteckt halten.
Nach dem Krieg machte Merz eine Ausbildung zum Masseur und Physiotherapeuten, heiratete und ließ sich in Purmerend nieder. Neben seiner erfolgreichen Praxis begann er in den 1970er-Jahren wieder Autobiografisches und Satiren zu veröffentlichen. Sein auf der Flucht aus Deutschland verloren geglaubter Roman Generation ohne Väter tauchte kurz vor seinem Tod wieder auf und konnte 1999 veröffentlicht werden.
Die Neue Zürcher Zeitung würdigte seinen ersten Roman: „Er gehört zu den bedeutendsten, anrührendsten literarischen Zeugnissen, in denen die Leiden und existentiellen Bedrohungen des Exils thematisiert sind: der schäbige kleine Alltag eines Namenlosen ohne Pass und Geld.“
Am 2. Oktober 1990 schieb er in sein Tagebuch: „Morgen wird Deutschland einig Vaterland. Und das unter Kohl, dem dümmsten der dummen Nationalisten, die dieses Land in zu großen Mengen gebracht hat - falls es um die eigene Nation ging. Ich bin froh, dass die Kommunisten runter sind, dass die Russen raus sind.“
2007 erwarb das Deutsche Literaturarchiv Marbach den Nachlass Konrad Merz’. Er enthält einen sehr kleinen Teil von Merz’ Bibliothek, außerdem die Manuskripte und Tagebücher sowie zahlreiche Briefwechsel u. a. mit Fritz Helmut Landshoff, Horst Bienek, Walter Höllerer, Albert Vigoleis Thelen. Merz’ Tagebuch ist im Literaturmuseum der Moderne in Marbach in der Dauerausstellung zu sehen.

## Veröffentlichungen in deutscher Sprache
- Ein Mensch fällt aus Deutschland (1936)
- Schlächter, Weib und Majestät. Erzählungen eines Masseurs (1972)
- Der Mann, der Hitler nicht erschossen hat. Erzählungen eines Masseurs (1976)
- Glücksmaschine Mensch. Plaudereien eines Masseurs (1982)
- Liebeskunst für Greise. Memoiren unseres Jahrhunderts (1992)
- Berliner, Amsterdamer und ach – Jude auch. Memoiren aus neunzig Jahren (1998)
- Generation ohne Väter, Roman (1999; geschrieben 1937/1938)
- Die schwankende Zeit, Novelle (2011; geschrieben 1945/1946)